# Totenfest des Sonnenauges

Das Auge des Re

Das Totenfest des Sonnenauges (auch „Totenfest des Auges des Re“) wurde im Alten Ägypten jährlich am 17. Peret I ausgerichtet. Die Anfänge reichen in die frühdynastische Zeit zurück. Belege liegen seit dem Mittleren Reich vor. 
Der 17. Peret I bezog sich ursprünglich auf die Zeit um den 18. Oktober und damit verbunden auf das Ende der Nilschwemme im Nildelta. Siebzehn Tage zuvor wurde am 30. Achet IV die Wiedergeburt des Osiris gefeiert, die gleichzeitig das Auftauchen des überschwemmten Landes symbolisierte. 

## Hintergrund

### Ägyptische Mythologie
In der ägyptischen Mythologie werden die Trägerinnen vom Auge des Re auch als Tochter des Re bezeichnet. Bekannteste Töchter des Re sind Hathor, Sopdet, Sachmet, Bastet, Tefnut und Isis. 
Im Mythos „Buch von der Himmelskuh“ nimmt die Göttin des Sonnenauges eine ebenso herausragende Rolle wie im „Mythos vom Sonnenauge“ ein, in welchem auch der Tod des Sonnenauges beschrieben wird: 

„Er (Re) nannte seine Tochter aus Liebe bald „sein Diadem“ und auch „sein Auge“. Als sie starb, bat sie ihren Vater: „Stelle alljährlich mein Bild einmal auf, damit ich zu dir aufschauen kann“.“

In späterer Zeit erfuhr besonders Hathor als Trägerin vom Auge des Re große Verehrung. In den wichtigsten Tempeln von Ägypten trugen die Priester am 17. Peret I ihre Goldstatue auf das Dach, damit sie zu ihrem Vater aufschauen konnte. Archäologen konnten zahlreiche Dachkapellen, ähnlich der Kapelle des Hathor-Festes in Dendera, nachweisen. Über den genauen Ablauf des Festes liegen bislang keine gesicherten Erkenntnisse vor.

### Historischer Bezug
Mit dem endgültigen Absinken des Nils auf Normalniveau und dem Beginn der Aussaat endete der Feierzyklus Neujahrsfest, Tod des Osiris, Ankunft des Sonnenauges, Suche des Osiris, Wiedergeburt des Osiris, Zeugung des Horus und Tod des Sonnenauges.